# Micromeryx

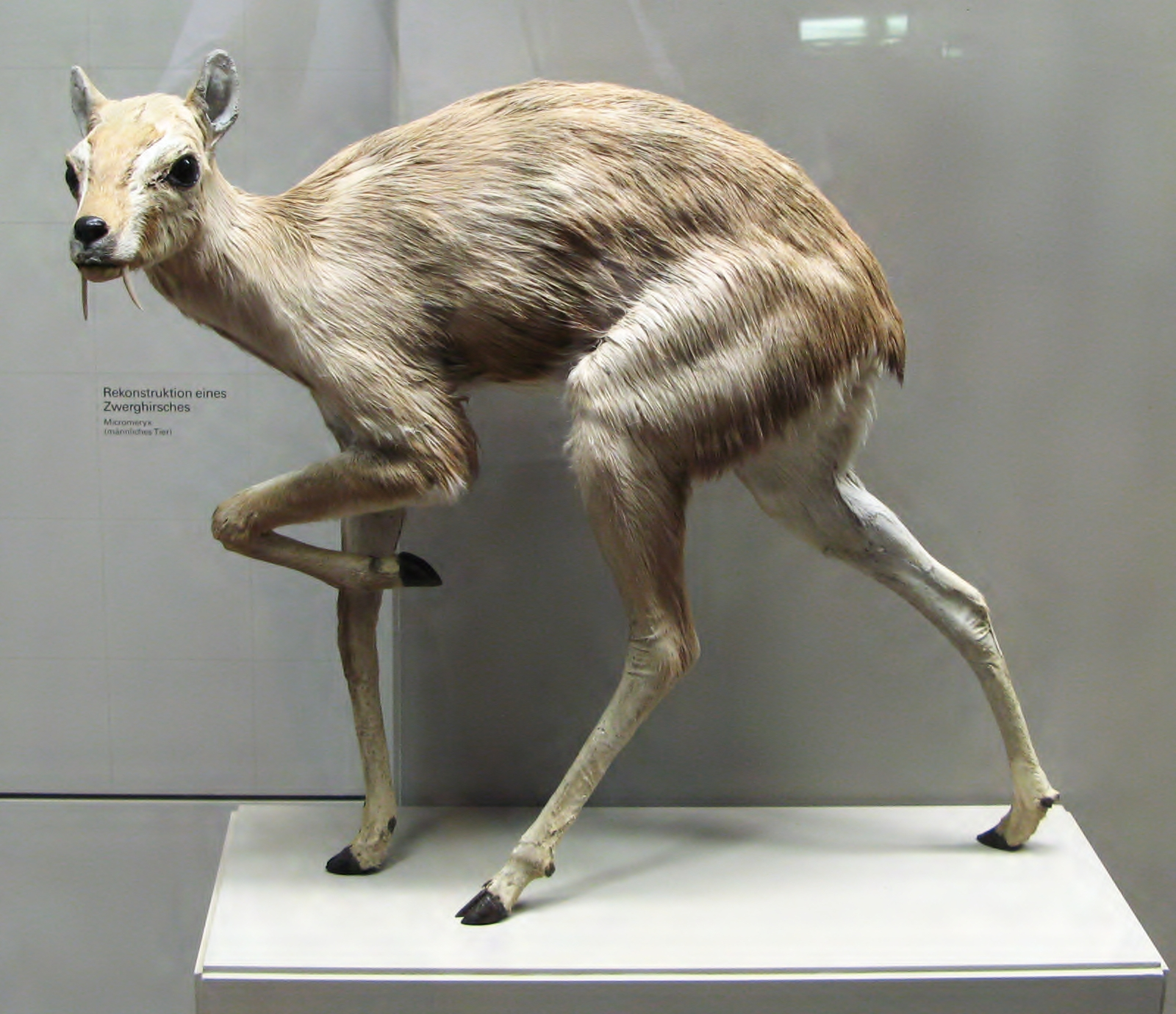
Restauración de Micromeryx, espécimen macho

Micromeryx  es un género extinto de ciervo almizclero que vivió durante el Mioceno (hace aproximadamente 16-8 millones de años). (su nombre significa "rumiante minúsculo"). Restos fósiles se han encontrado en Europa y Asia. El registro más temprano (MN4) del género viene del sitio paleontológico de Sibnica 4 cercano a Rekovac en Serbia.

## Descripción
Se trataba de un animal muy similar al azmilclero moderno (Moschus moschiferus) de Asia del este. Aun así, Micromeryx  era considerablemente más pequeño: quizás logrando los 5 kilogramos. Tenía unos dientes muy similares a los del actual Cephalophus pero más primitivos. Como en los mósquidos actuales, los machos estaban equipados con largos caninos superiores, saliéndose de la boca cuándo  estaba cerrada. Su cuerpo era esbelto y corto, las patas, sin embargo, eran extremadamente alargadas. La especie Micromeryx soriae se calcula haber pesado alrededor de 4.8 kg mientras que para la más grande M. azanazae se calculan unos 8.4 kg.

## Distribución
Micromeryx fue un representante primitivo de los mósquidos, un grupo de rumiantes primitivos relacionado con cérvidos y ganado. Tuvieron una expansión notable durante el Mioceno y Plioceno, se ve actualmente representado por unas cuantas especies, como el antedicho Moschus moschiferus. Micromeryx  probablemente originó en Asia Occidental desde donde se extendó hasta Europa y el este de Asia. Por ello, fósiles de este animal han sido encontrados en una vasta área geográfica desde Anatolia (Turquía) hasta España y China. Un animal un tanto similar fue Hispanomeryx, quién vivió alrededor del mismo área.
En España fósiles de Micromeryx se han encontrado tanto en el yacimiento paleontológico de Somosaguas como en el yacimiento de Cerro de los Batallones (ambos en Madrid) .